# Университет „Гулиелмо Маркони“
Университетът „Гулиелмо Маркони“ (на италиански: Università degli Studi Guglielmo Marconi) е частен университет в Рим, Италия.
Основан е през 2004 г. Кръстен е на Гулиелмо Маркони, изобретателя на радиото.
Към декември 2012 г. в университета се обучават 15 603 студенти.

## Факултети
Обучението в университета се води в 6 факултета:
- Факултет по икономика
- Юридически факултет
- Факултет по политически науки
- Филологически факултет
- Педагогически факултет
- Факултет по приложни науки и технологии